# Vejlby-Risskov
 For alternative betydninger, se Vejlby-Risskov (flertydig). (Se også artikler, som begynder med Vejlby-Risskov)
Vejlby-Risskov er en bydel i Aarhus, beliggende ca. 5 km nord for Aarhus C.
Bydelen består af den gamle Vejlby-Risskov Kommune som blev oprettet ved lov i 1842 af Vejlby Sogn og hed frem til 1929 blot Vejlby Kommune. I 1940 blev sognet delt og Risskov Sogn oprettet. I 1962 overføres en del af kommunen til Aarhus Kommune, mens resten sammenlægges med Aarhus Kommune i 1970.
Vejlby-Risskov har 27.516 indbyggere den 1. januar 2020.

## Historie
Vejlby var oprindelig en selvstændig by og fik sit navn (ældre dansk vedel 'vadested') på grund af Egåen, der i gamle dage oversvømmede de lavtliggende arealer i sognets nordøstlige hjørne. Bebyggelsens middealderlige kerne (og kirken) ligger på en ca. 50 meter høj bakke i sognets midte.
Vejlby landsby bestod i 1682 af 30 gårde og 7 huse med jord. Det samlede dyrkede areal udgjorde 933,8 tønder land skyldsat til 185,04 tønder hartkorn. Dyrkningsformen var trevangsbrug.
På grund af sin nærhed til Aarhus voksede befolkningen eksplosivt i løbet af det 20. århundrede. Ikke mindst lavlandet ned mod Aarhus Bugten, det såkaldte Vejlby Fed, tiltrak mange nybyggere fra Aarhus. Den bebyggelse, der lå i sognets sydøstlige del, fik navnet Risskov efter skoven Riis Skov umiddelbart mod syd, men på den aarhusianske side. Sognekommunen blev herefter i 1929 omdøbt til Vejlby-Risskov Kommune. Den blev ved kommunesammenlægningen i 1970 indlemmet i Aarhus Kommune.
Risskov er en del af Vejlby-Risskov.
Bydelen har en del specialbutikker samt et indkøbscenter. Risskov er opkaldt efter skoven, Riis Skov, der er Danmarks første offentlige skov, og blev skænket til Aarhusianerne af Margrethe I.
Bydelen strækker sig langs skoven og stranden ved Aarhus Bugten, langs kystlinien fra den nordlige del af Aarhus C og ud til Egå og Den Permanente. Risskov er i lighed med Højbjerg og Komponistkvarteret i Marselisborg, et velhaverkvarter i Aarhus og er kendetegnet ved sine gamle patriciervillaer og liebhaverhuse ombygget fra gamle sommerhuse, typisk med attraktive beliggenheder og udsigt. Risskov husede frem til 2018 også Børne- og Ungdomspsykiatrisk Center Risskov og Psykiatrisk Hospital Risskov.
På klare dage kan man se Samsø, Helgenæs og Mols Bjerge fra Risskov.

## Kendte fra Risskov
- Jens Blendstrup (f. 1968), forfatter og dramatiker
- Lars Bukdahl (f. 1968), litteraturanmelder og digter
- Svend Åge Madsen (f. 1939), forfatter og dramatiker
- Rune Lykkeberg (f. 1974), journalist og chefredaktør på Information
- Peter Falktoft (f. 1985), journalist og radiovært
- Anne Sophia Hermansen (f. 1972), journalist og debattør

## Galleri
- Psykiatrisk Hospital Risskov, det ældre bygningsafsnit.
- Risskov Park, med udsyn over Aarhusbugten.
- Risskov Strandpark
- Aarhus Letbane, her ved Risskov Strandpark
- Bellevue Strand
- Risskov Gymnasium.
- Risskov Skole.
- Risskov Kirke.
- Typisk hus i Risskov, en bungalow.
- Idrætshøjskolen Aarhus i Vejlby.
- Kantorparken i Vejlby.
- Veri Parken i Vejlby.
- Nybygget byområde Risskov Brynet.
- Vejlby Kirke.
- Veri Center i Vejlby.

## Eksterne links
- Wikimedia Commons har flere filer relateret til Vejlby-Risskov